# Veigar Páll Gunnarsson
Veigar Páll Gunnarsson (Reykjavík, 21 de março de 1980) é um futebolista islandês.
Atua como atacante. Jogou por Stjarnan, Strømsgodset, KR, Stabæk (saeu atual clube) e Nancy, onde teve uma passagem bastante frágil (cinco partidas). Jogou também pela Seleção Islandesa.